# Área de Santa Catarina

A Área de Santa Catarina é a região centrada no Monte Sinai que, assim como a cidade de Jerusalém, é sagrada para as três maiores religiões monoteístas: cristianismo, islamismo e judaísmo. A região foi classificada pela UNESCO como Património da Humanidade e inclui:
- o Mosteiro Ortodoxo de Santa Catarina
- a Capela da Santíssima Trindade
- o Monte Sinai
- outros sítios arqueológicos religiosos

## Galeria

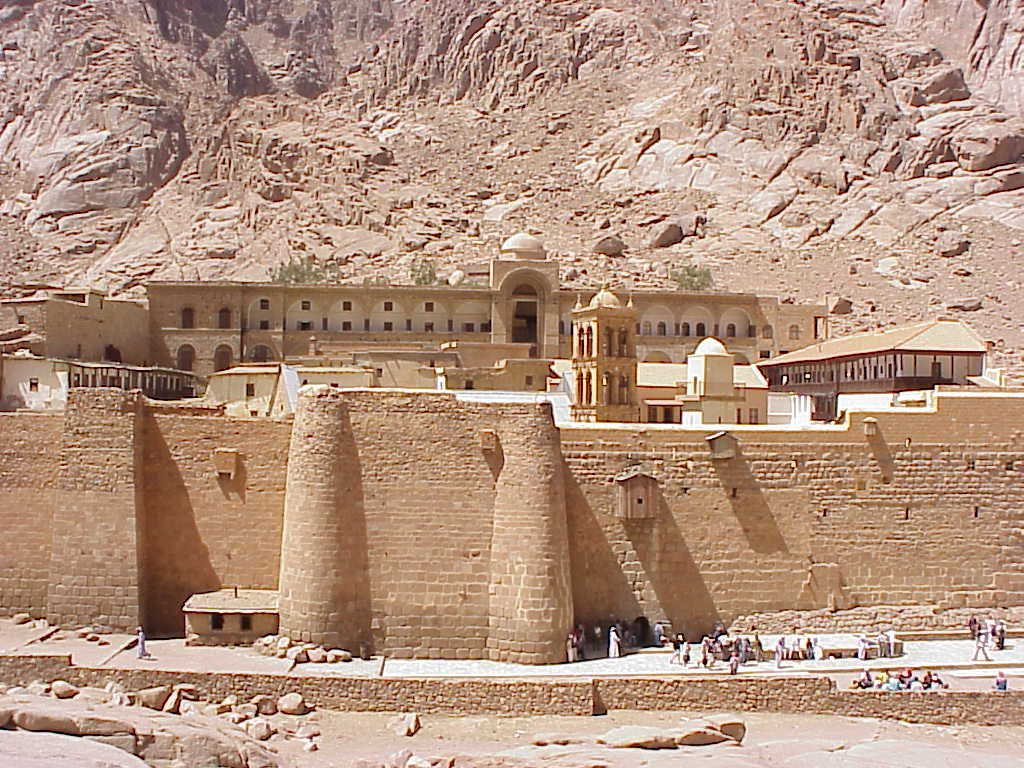
Mosteiro Ortodoxo de Santa Catarina
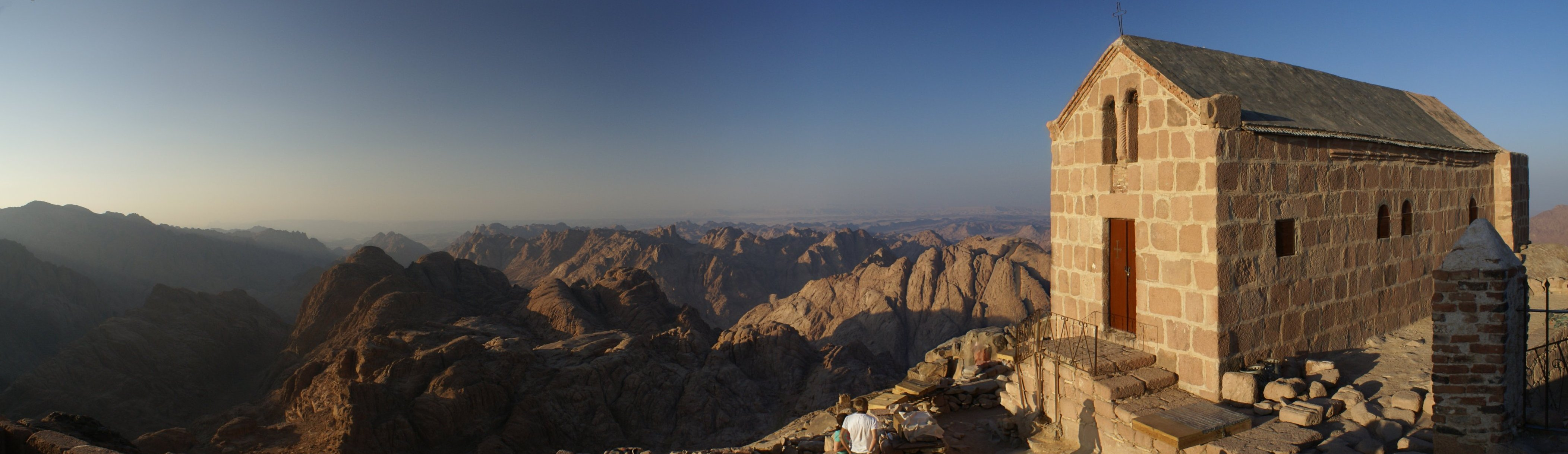
A Capela da Santíssima Trindade.
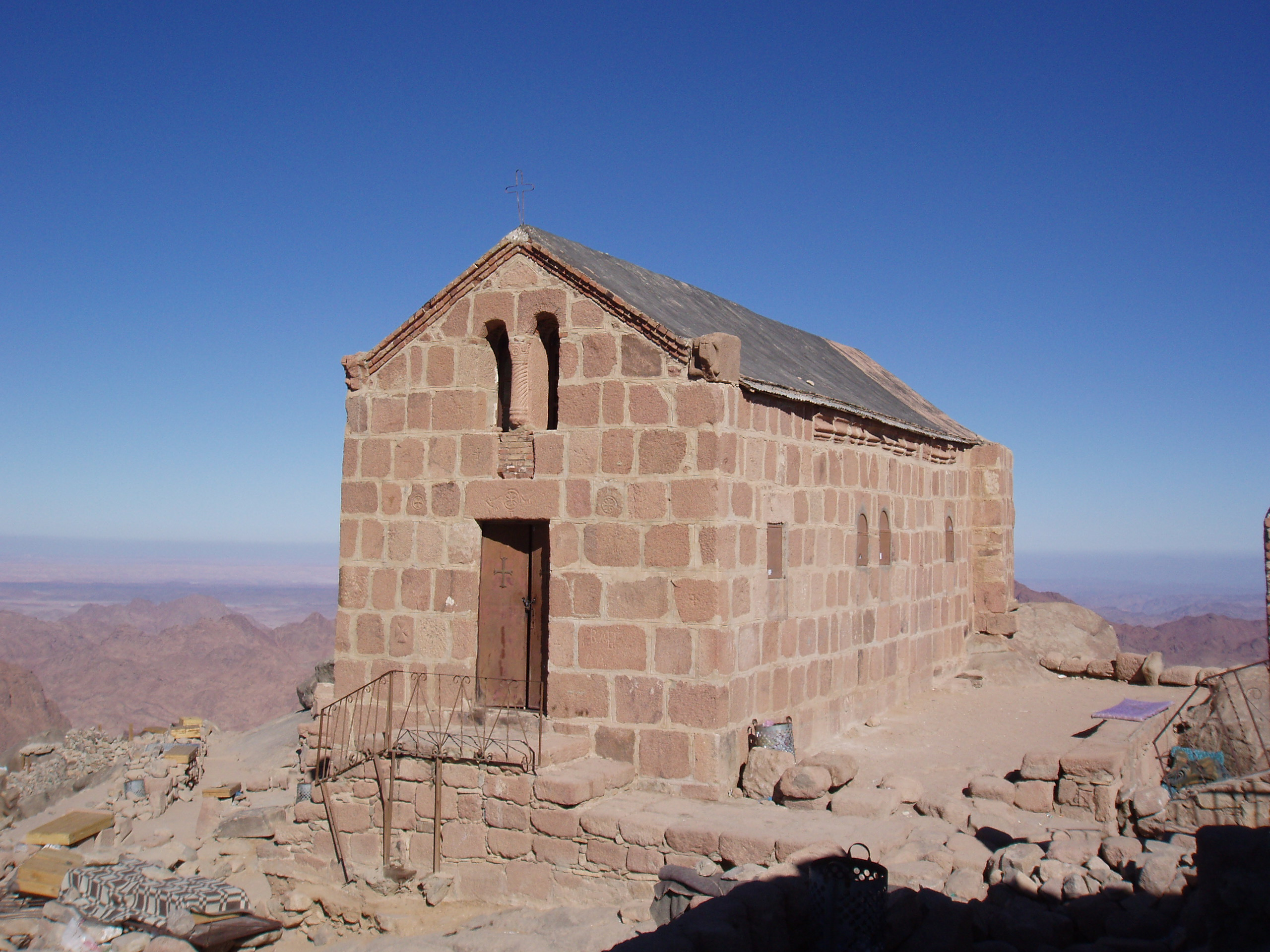
A Capela da Santíssima Trindade.
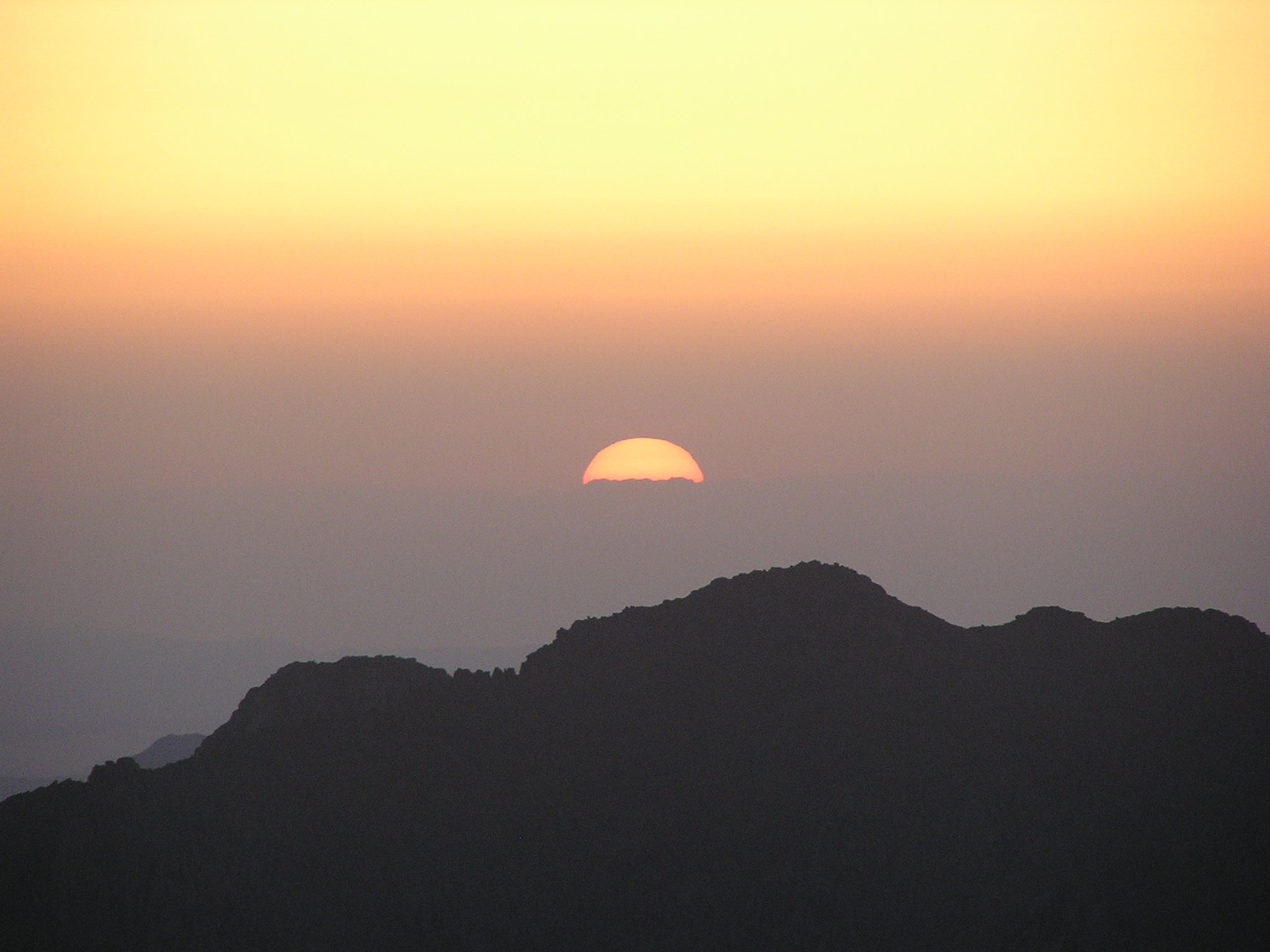
Nascer do Sol no Monte Sinai.
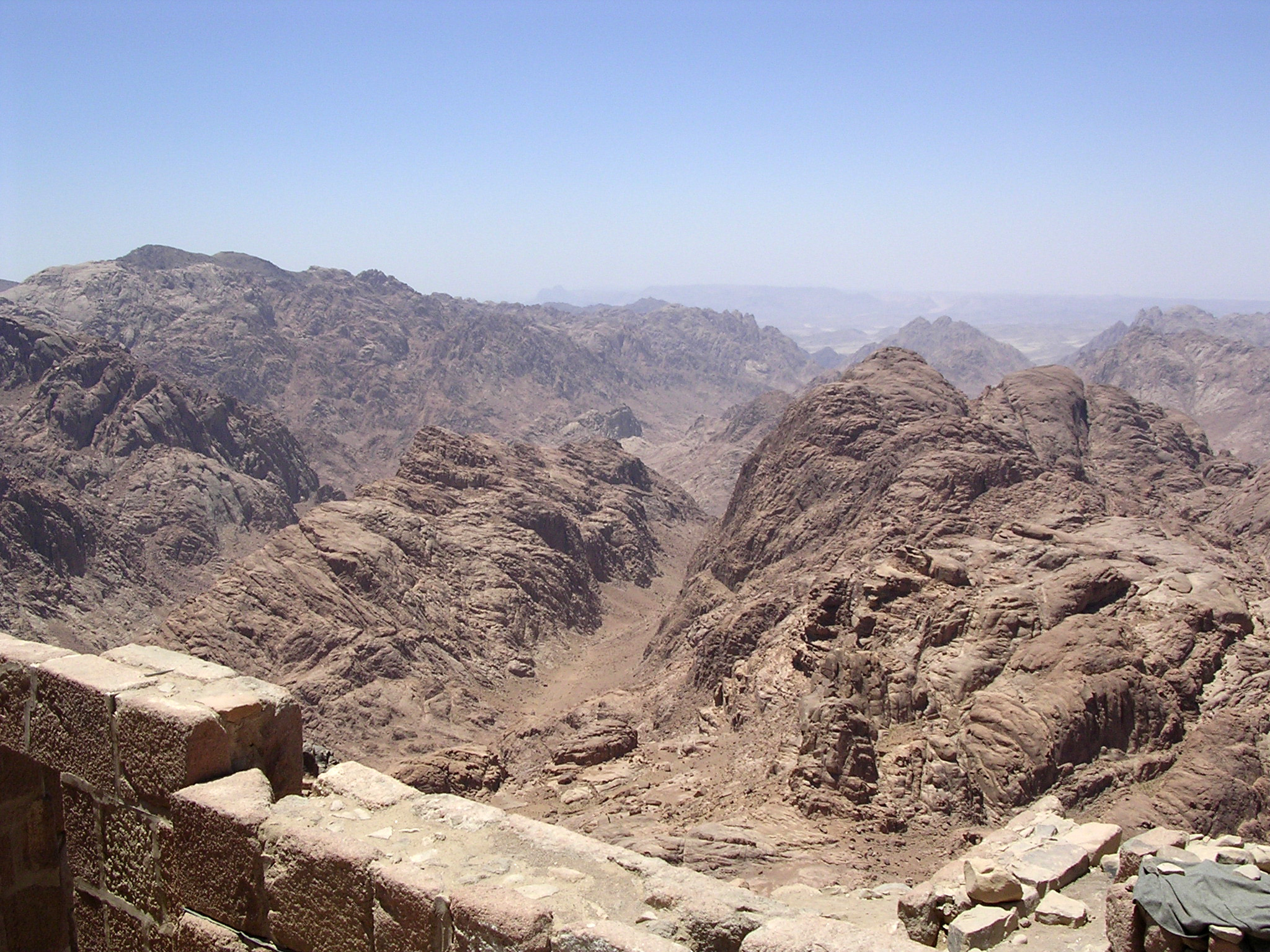
Vista do Monte Sinai
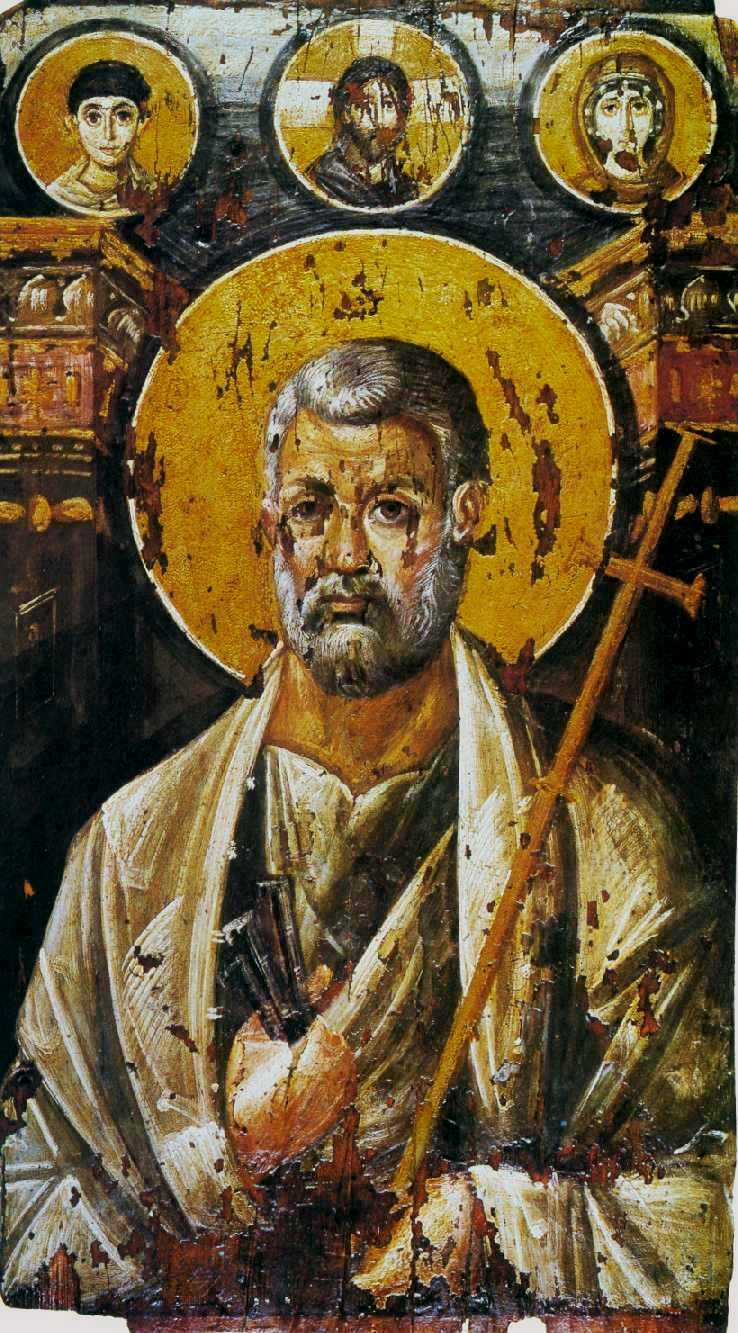
Ícone religioso representando São Pedro no Mosteiro Ortodoxo de Santa Catarina.
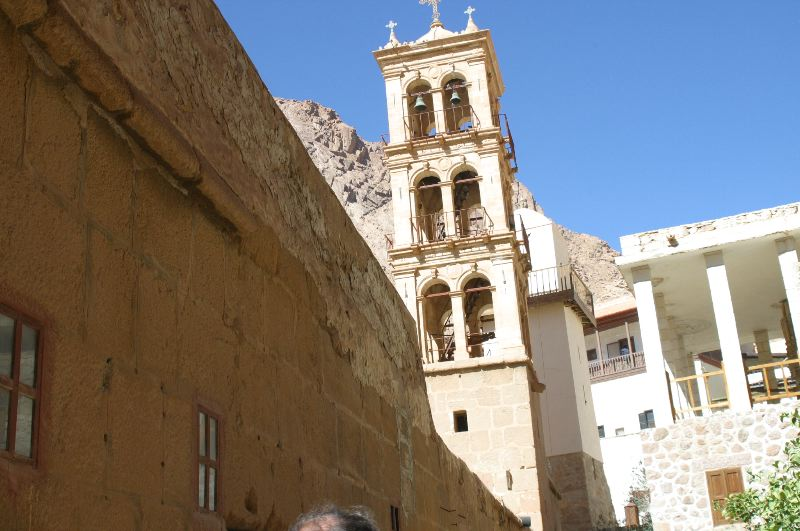
Basílica no mosteiro.
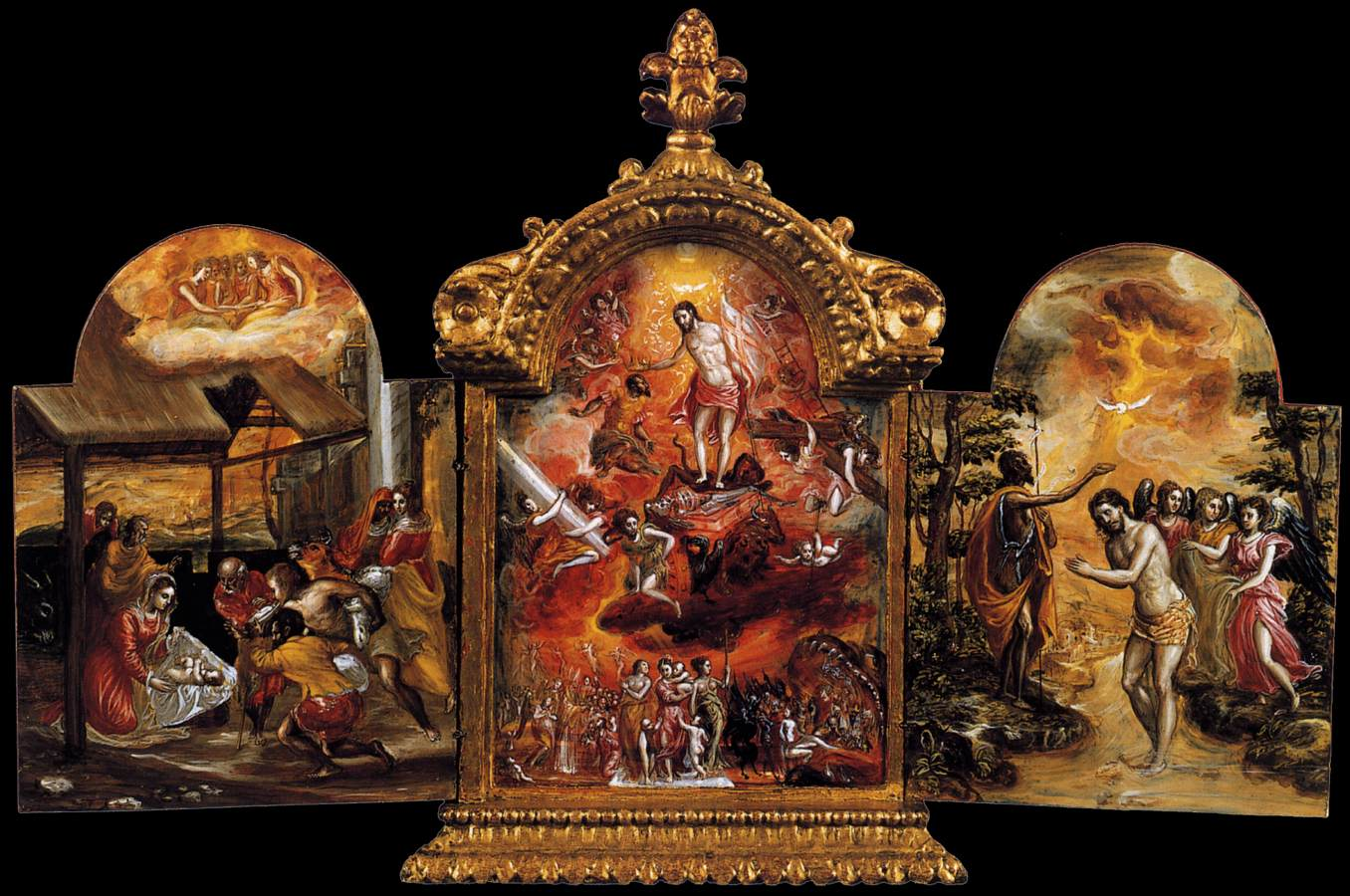
Tríptico de Modena no Mosteiro Ortodoxo de Santa Catarina, de El Greco.
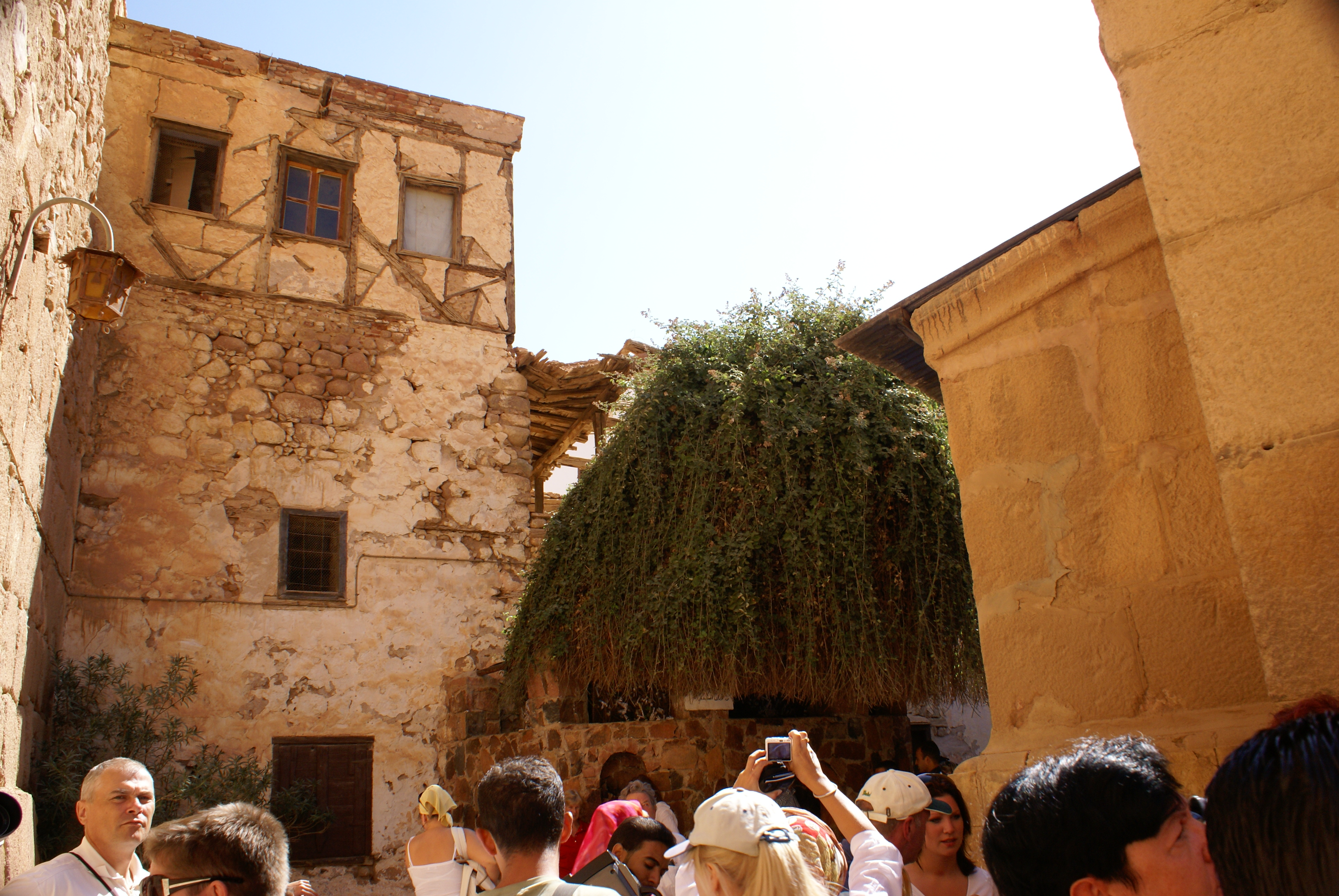
Sarça ardente no Mosteiro Ortodoxo de Santa Catarina.